# Deroceras tarraceuse
Deroceras tarraceuse é uma espécie de gastrópode  da família Agriolimacidae.
É endémica de Espanha.